# SN 2010gx
SN 2010gx – supernowa typu Ic odkryta 13 marca 2010 roku w galaktyce A112547-0849. W momencie odkrycia miała maksymalną jasność 18,60m.